# Johann Nepomuk Rust
Johann Nepomuk Rust, född 5 april 1775 på Schloss Johannisberg zu Jauernig, död 9 oktober 1840 på Gut Klentsch vid Frankenstein in Schlesien, var en tysk läkare.
Rust blev 1810 kirurg vid Allmänna sjukhuset i Wien och 1816 professor i kirurgi vid militärmedicinska akademien i Berlin och 1824 ordinarie professor vid Berlins universitet. Dessutom var han sedan 1821 föredragande i preussiska ecklesiastikministeriet och från 1822 generalstabsläkare samt utnämndes 1829 till president för det nyinrättade kuratoriet för sjukhusärenden och 1837 till direktör för de kirurgiska och farmaceutiska studierna vid universitetet.
Förutom en mängd mindre avhandlingar utgav Rust Helkologie oder über die Natur der Geschwüre (två band, 1811), Aufsätze und Abhandlungen aus dem gebiete der Medizin, Chirurgie und Staatsarzneikunde (tre band, 1834-40) samt Theoretisch-praktisches Handbuch der Chirurgie (18 band, 1830-36). Dessutom redigerade han från 1816 "Magazin für die gesammte Heilkunde". Han gjorde sig främst känd för sin lära om sår och sin framställning av de så kallade fungösa ledaffektionerna. Hans största förtjänst uppges dock ligga i vad han uträttade för förbättringen av medicinalväsendet i Preussen. Han invaldes som utländsk ledamot av svenska Vetenskapsakademien 1834.